# MBM Tourismo
La Monteverdi MBM Tourismo était une voiture de sport produite par le petit artisan-constructeur de voitures de course suisse MBM Automobile en 1962. La voiture reprenait une base britannique et a été produite en 2 seuls exemplaires prototypes. Son créateur, Peter Monteverdi produira à partir de 1967 et sous la marque qui porte son nom, des voitures sportives de luxe à prix très élevé.

## Histoire
Peter Monteverdi, concessionnaire d'automobiles de sport, a voulu produire des voitures de course. Il avait créé à Binningen, dans le canton de Bâle en Suisse, la société MBM (Monteverdi Binningen Motors) dans les années 1950, un petit atelier de réparation automobile pour camions et l'entretien de voitures particulières. Monteverdi était aussi concessionnaire depuis 1957 pour la Suisse de la prestigieuse marque Ferrari et plus tard pris la représentation de Lancia, Bentley, Jensen et BMW. Passionné de courses automobiles, il participe à des courses de Formule Junior et des courses de côte. Il s'est lancé en 1960 dans la fabrication de voitures qu'il a présentées et commercialisées sous la marque MBM. De 1960 à 1962, il a réalisé 18 monoplaces, dont la plupart ont été équipées d'un moteur deux temps DKW.
En 1962, il présente une voiture sportive fermée, un coupé « de course », adapté pour une utilisation sur route. La production en série du véhicule était prévue, mais le modèle restera au stade des 2 prototypes construits,,.
Peter Monteverdi présentera en 1967 un véritable coupé sous la marque Monteverdi, la High Speed 375.

## Technique
La "Tourismo" avait une carrosserie conçue à partir d'un cahier des charges rigoureux de l'usine avec un poids de seulement 22 kg. Elle était réalisée en matière plastique. Elle reprenait les critères d'un coupé deux portes. Equipée d'un moteur quatre cylindres de Ford Anglia que Peter Monteverdi avait déjà acheté pour une de ses voitures de course de Formule Junior, la type C. Il avait cependant modifié la course et le taux de compression pour en améliorer les performances. Pour le Coupé Toursimo, il utilisera la version originelle Ford inchangée. Il remplacera simplement le carburateur standard Solex par un carburateur italien double corps Weber. La puissance du moteur s'en trouva augmentée de 45 à 85 Cv. Le moteur était installé derrière l'essieu avant avec la boîte de vitesses à quatre rapports de la Ford Anglia.
Peter Monteverdi utilisa de nombreux composants techniques de fabricants fabriquant des modèles en grande série. Outre la mécanique, l'essieu rigide arrière et les freins achetés à Ford, il utilisa aussi certains composants de la Ford Consul, la direction à crémaillère provenait de la Renault Dauphine.
La Tourismo mesurait 3.350 mm de long et 1.100 mm de haut.

## La conception du modèle
Comme il le fera tout au long da sa courte carrière, Peter Monteverdi a revendiqué la conception et la production de ce modèle. En 1980, dans un ouvrage publié par Monteverdi sur ses "œuvres", il mentionne qu'en 1960, il avait visité une « exposition internationale de voitures de course » à Londres. Il y avait vu un certain nombre de carrosseries en matière plastique remarquables, ce qui lui aurait donné l'idée de construire une petite GT pour une utilisation sur route. "C'était la naissance de la MBM Tourismo". La carrosserie en plastique a été faite par Peter Monteverdi. Auch bei der Präsentation des Fahrzeugs gab es keine Hinweise auf anderweitige Urheber,,.
La réalité est tout autre. Il faut corriger les affirmations fausses du constructeur suisse. Précisions vraies :
Les spécialistes automobile savent et ont rapporté depuis plusieurs années que la MBM Tourismo est une simple copie :
- la très joile carrosserie provient d'Angleterre, d'une petite société appelée "Heron Plastics" qui a développé une voiture de sport en fibre de verre appelée Europa. Elle était construite sur un  châssis tubulaire avec des triangles de suspension à l'avant et un essieu arrière oscillant provenant de la Triumph Herald. La Tourismo reprend exactement les mêmes éléments, sans aucune modification. Toutes deux utilisaient le même moteur Ford Kent 105E de la Ford Anglia, de 997 cm3 de cylindrée. Seul le carburateur Solex avait été remplacé par un Weber double corps[9],[7],[8].

Sur le second prototype Tourismo, on trouve un moteur O.S.C.A. beaucoup plus puissant, le même que celui qui est utilisé par Monteverdi sur le prototype unique de barchette construit par MBM, baptisé MPC Sport. Un exemplaie de MBM Tourismo est exposé au musée Monteverdi à Bâle.

## Production
Peter Monteverdi, toujours très optimiste, avait initialement prévu la fabrication en série de la Tourismo. MBM avait fait publier des prospectus en anglais dans lesquels la Tourismo était décrite  comme "un nain avec l'accélération d'un géant". L'annonce dans laquelle le nacement de la production en la série prévu n'est pas claire. La chronique d'usine parle de cinq véhicules.
Dans la presse de l'époque, il était fait mention de 100 exemplaires selon les déclarations de Peter Monteverdi. En fait, une production de série ne s'est jamais concrétisée. La chronique de l'usine affirme que la Tourismo a été construite en 1961 ene un seul exemplaire. On sait que deux prototypes ont été réalisés.